# Soleichthys heterorhinos
Soleichthys heterorhinos és un peix teleosti de la família dels soleids i de l'ordre dels pleuronectiformes.

## Costums
És més actiu a les nits.

## Distribució geogràfica
Es troba a les costes de l'est de l'oceà Índic i a l'oest del Pacífic (des de l'Índia fins a Samoa, sud del Japó i Nova Gal·les del Sud a Austràlia).